# Мартинс-Суарис
Мартинс-Суарис (порт. Martins Soares) — муниципалитет в Бразилии, входит в штат Минас-Жерайс. Составная часть мезорегиона Зона-да-Мата. Входит в экономико-статистический микрорегион Маньюасу. Население составляет 6824 человека на 2006 год. Занимает площадь 112,941 км². Плотность населения — 60,4 чел./км².
Праздник города — 22 октября.

## Статистика
- Валовой внутренний продукт на 2003 год составляет 23 560 999,00 реалов (данные: Бразильский институт географии и статистики).
- Валовой внутренний продукт на душу населения на 2003 год составляет 3738,65 реалов (данные: Бразильский институт географии и статистики).
- Индекс развития человеческого потенциала на 2000 год составляет 0,707 (данные: Программа развития ООН).